# Barbara Ann Brennan
Pour les articles homonymes, voir Brennan.
Barbara Ann Brennan, née le 19 février 1939 et morte le 3 octobre 2022, est une autrice américaine, physicienne de formation. Après avoir été employée à la NASA (Goddard Space Flight Center), elle s'est orientée dans les années 1970 vers la spiritualité New Age et a créé un enseignement de soins holistiques manuels.
Elle est l'auteur des best-sellers Le pouvoir bénéfique des mains (vendu à un million d'exemplaires et traduit en 22 langues) et Guérir par la lumière.

## Activités
Brennan a obtenu un Master en Physique de l'atmosphère à l'Université du Wisconsin à Madison.
En 2001, Brennan obtient un doctorat en philosophie de l'Université de Greenwich de l'Île Norfolk (Australie), et en théologie de l'Université Holos, à Springfield, dans l'État du Missouri). Ces deux universités ne sont cependant pas reconnues.
Elle a créé plusieurs écoles pour former des thérapeutes à sa méthode, la  première Barbara Brennan School of Healing dans l'État de New York puis en Floride. Aujourd'hui, il y a des écoles en Autriche, au Japon, au Royaume-Uni, en France et en Allemagne. 
Elle se dit influencée par Eva Pierrakos et John Pierrakos qui s'inspiraient, eux, de Wilhelm Reich et Alexander Lowen